# Junggok-dong
Junggok-dong (koreanska: 중곡동) är en stadsdel i stadsdistriktet Gwangjin-gu i Sydkoreas huvudstad Seoul.

## Indelning
Administrativt är Junggok-dong indelat i:
| Namn    | Namn                | Yta km² | Invånare 31 dec 2020 |
| ------- | ------------------- | ------- | -------------------- |
| 중곡1동 | Junggok 1(il)-dong  | 0,62    | 16 190               |
| 중곡2동 | Junggok 2(i)-dong   | 0,55    | 22 285               |
| 중곡3동 | Junggok 3(sam)-dong | 0,60    | 16 902               |
| 중곡4동 | Junggok 4(sa)-dong  | 2,32    | 29 815               |